# Philasterida
Philasterida es un orden de ciliados de la subclase Scuticociliatia de la clase Oligohymenophorea.

## Familias
Contiene las siguientes familias:
- Cinetochilidae
- Cohnilembidae
- Cryptochilidae
- Entodiscidae
- Entorhipidiidae
- Loxocephalidae
- Orchitophryidae
- Paralembidae
- Parauronematidae
- Philasteridae
- Pseudocohnilembidae
- Schizocaryidae
- Thigmophryidae
- Thyrophylacidae
- Uronematidae